# تشل محمد باقري بر اشكفت (دشت روم)
تشل محمد باقري بر اشكفت (بالفارسية: چل محمدباقری پراشکفت) هي قرية تقع في إيران في قسم دشت روم الريفي. يقدر عدد سكانها بـ 48 نسمة مكونين من 11 عائلة.